# Sóc tai có tua
Sóc tai có tua, còn gọi là sóc Abert, tên khoa học Sciurus aberti, là một loài động vật có vú trong họ Sóc, bộ Gặm nhấm. Loài này được Woodhouse mô tả năm 1852.

## Hình ảnh

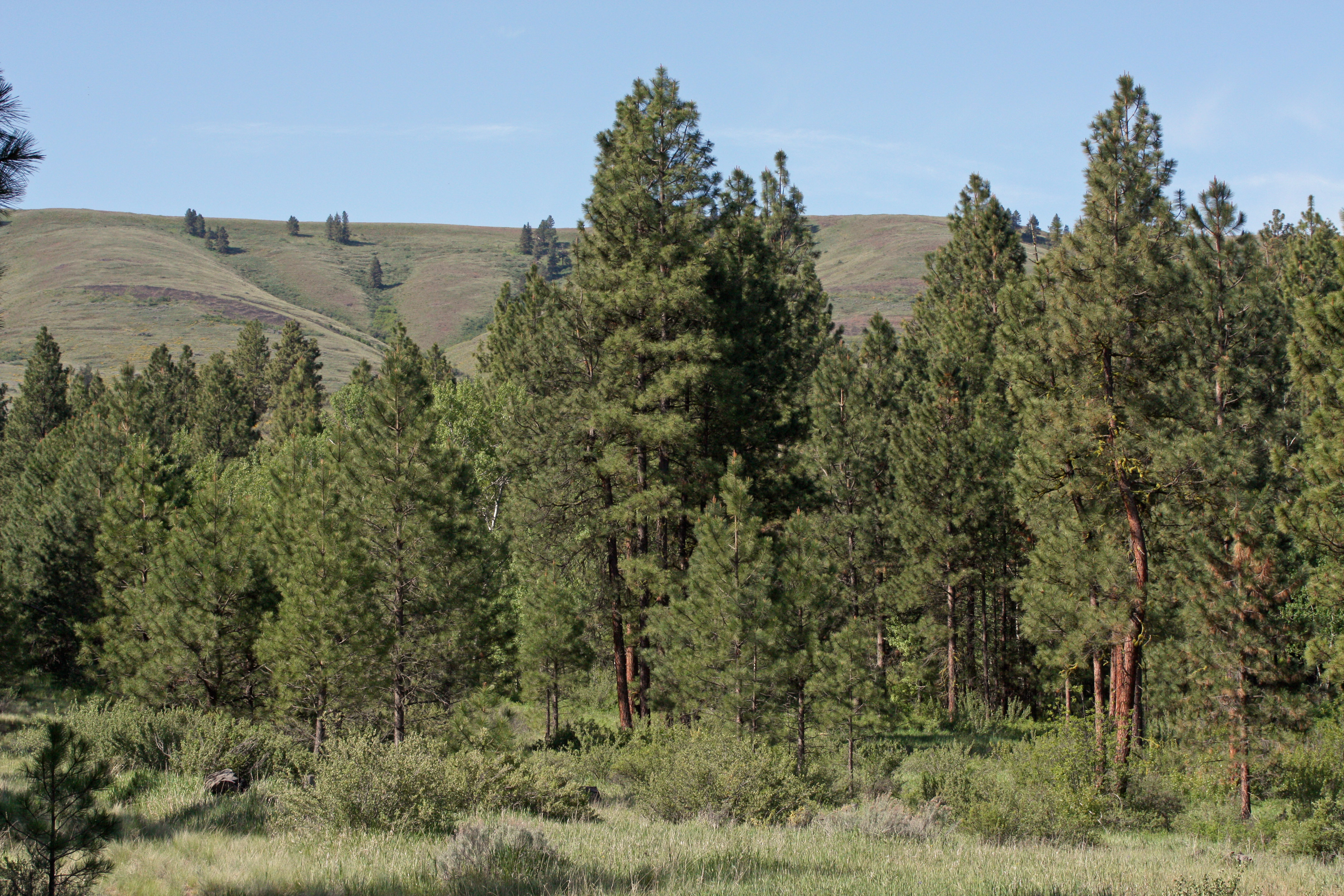
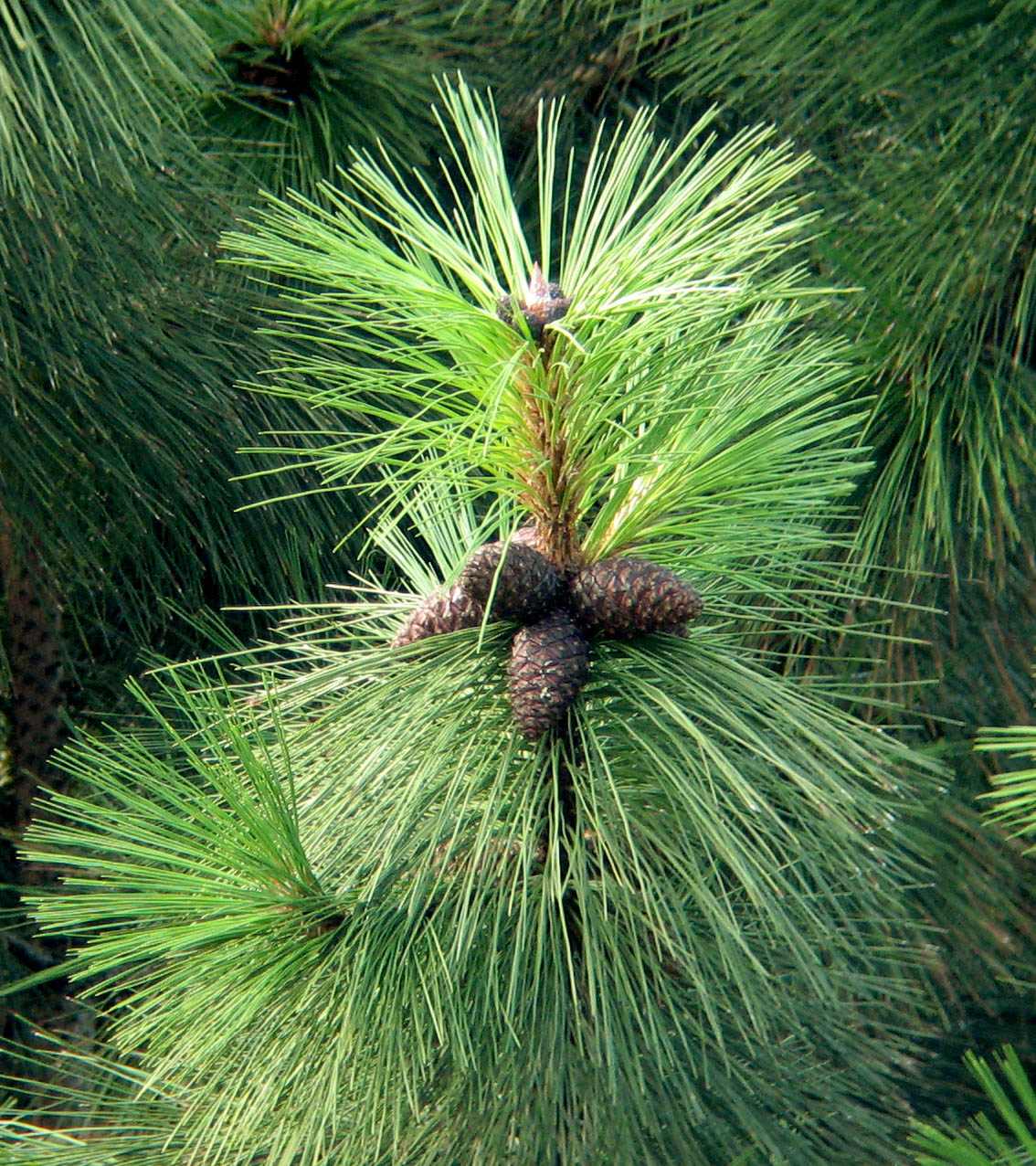
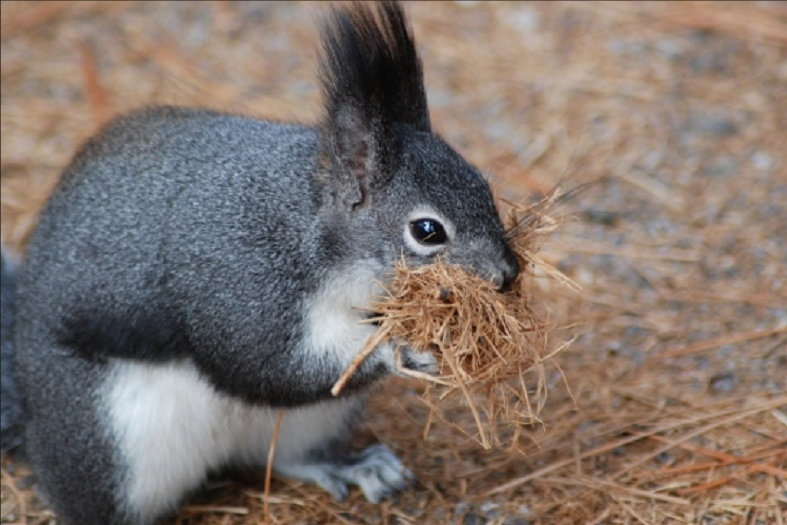
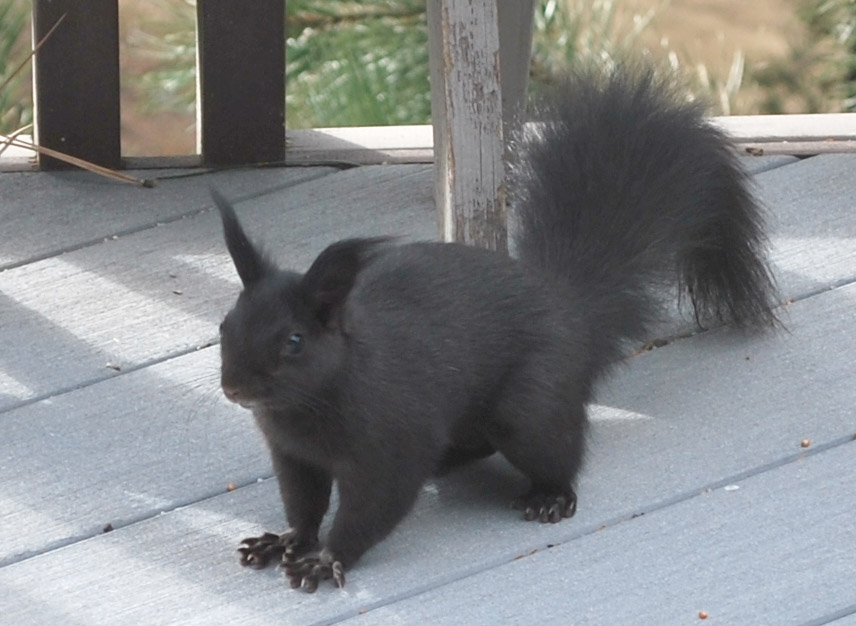